# Hydaticus macularis
Hydaticus macularis är en skalbaggsart som beskrevs av Régimbart 1899. Hydaticus macularis ingår i släktet Hydaticus och familjen dykare. Inga underarter finns listade i Catalogue of Life.